# 尼克爾斯嶺
77°28′S 162°44′E / 77.467°S 162.733°E
尼克爾斯嶺（英語：Nichols Ridge）是南極洲的山嶺，位於維多利亞地，處於登頓冰川和德克爾冰川之間，屬於阿斯加德山脈的一部分，現時由南極條約體系管理。